# Глейсон Тибау
Жанигле́йсон Эркула́ну А́лвис (порт.-браз. Janigleison Herculano Alves; 10 июля 1983, Тибау), более известный как Гле́йсон Тиба́у (порт.-браз. Gleison Tibau) — бразильский боец смешанного стиля, представитель лёгкой весовой категории. Выступает на профессиональном уровне начиная с 1999 года, известен по участию в турнирах бойцовской организации UFC.

## Биография
Глейсон Тибау родился 10 июля 1983 года в муниципалитете Тибау штата Риу-Гранди-ду-Норти. Серьёзно заниматься единоборствами начал в возрасте тринадцати лет, практиковал бразильское джиу-джитсу и борьбу, становился чемпионом штата в обеих этих дисциплинах, получил чёрный пояс по БЖЖ.
Дебютировал в смешанных единоборствах на профессиональном уровне уже в пятнадцать лет в декабре 1999 года, победил своего соперника техническим нокаутом в первом же раунде. Дрался в различных бразильских промоушенах, преимущественно в городе Натал, победил таких известных бойцов как Тиагу Алвис и Фернанду Терере. Первое в карьере поражение потерпел в июле 2003 года, уступив досрочно японцу Эйдзи Мицуоке на турнире организации Deep в Японии. Несмотря на поражение, продолжил активно принимать участие в боях, сделал серию из семи побед подряд, в том числе победил сильного соотечественника Адриану Мартинса. Следующий раз проиграл в июне 2005 года другому соотечественнику Марселу Бриту.
Имея в послужном списке шестнадцать побед и только лишь два поражения, в 2006 году Тибау привлёк к себе внимание крупнейшей бойцовской организации мира Ultimate Fighting Championship и подписал с ней долгосрочный контракт. Тем не менее, его дебют здесь получился неудачным, он встретился с Ником Диасом в непривычной для себя полусредней весовой категории — несмотря на хорошее начало, во втором раунде выдохся и проиграл техническим нокаутом.
Затем выиграл три боя в UFC и один бой в независимом бразильском промоушене, после чего потерпел два поражения подряд, единогласным решением судей от Тайсона Гриффина и удушающим приёмом «гильотина» Джо Стивенсону. Был близок к увольнению из организации, однако в 2009 году в некотором смысле реабилитировался, одержав три победы в четырёх поединках, в том числе взяв верх над Ричем Клементи, Джереми Стивенсом и Джошем Ниром.
В 2010 году победил техническим нокаутом японца Каола Уно и уступил единогласным судейским решением американцу Джиму Миллеру. В следующем году выиграл у троих довольно сильных соперников, раздельным решением одолел Курта Пеллегрино, с помощью удушающего приёма сзади заставил сдаться Рафаэллу Оливейру, получив при этом награду за лучший приём вечера, раздельным решением победил Рафаэла дус Анжуса, будущего чемпиона организации в лёгкой весовой категории.
В июле 2012 года вышел в октагон против непобеждённого россиянина Хабиба Нурмагомедова. Тибау попал в цель 46 ударов против 33 у Хабиба (28 против 25 по значимым ударам). Также Тибау выиграл тейкдаун-дуэль – 1:0. При этом Глейсон совершил шесть попыток тейкдауна, а Нурмагомедова целых 13. Комментатор UFC Джо Роган судейское решение прокомментировал коротким, но многозначительным "Уау!!!". Роган считал, что Тибау выиграл бой. В заключительном третьем раунде комментатор говорил, что для победы Нурмагомедову нужен нокдаун. Но этого не случилось.
Трое обозревателей Sherdog.com посчитали, что Тибау выиграл бой: Тристен Кричфилд и Крис Нельсон со счётом 30-27, А Джордан Брин со счётом 30-28. Шон Аль-Шатти с портала MMAFighting.com также отдал победу Тибау 30-27. Аналогичный счёт был у сайтов MMAWeekly.com и proMMAnow.com, а MMAMania.com увидел преимущество Глейсона с минимальным разрывом – 29:28. Из более-менее авторитетных обозревателей смешанных единоборств только портал MMAJunkie.com посчитал, что Хабиб заработал победу – 29:28. Однако все 3 судьи отдали победу российскому бойцу. После этого Глейсон Тибау продолжил выступать в UFC с попеременным успехом, выиграл единогласным решением у соотечественника Франсиску Триналду, но раздельным решением уступил американцу Эвану Данэму. Выиграл у Джона Чолиша и Джейми Варнера, но уступил нокаутом Майклу Джонсону.
В начале 2014 года Тибау подписал новый контракт с организацией, рассчитанный ещё на четыре боя. Из этих четырёх боёв он три выиграл, в том числе заработав бонус за лучший бой вечера, и один проиграл — сдачей американскому бойцу Тони Фергюсону. В ноябре 2015 года встретился с Абелем Трухильо и победил его удушающим приёмом сзади в первом же раунде — рефери думал, что Трухильо потерял сознание и решил остановить бой, хотя в действительности это было не так, и американский боец опротестовал такое решение, требуя отмены результата боя. Так или иначе, в итоге этот бой был признан несостоявшимся из-за проваленного допинг-теста Глейсона Тибау, в пробе которого было обнаружено повышенное содержание гормона эритропоэтина. Американское антидопинговое агентство дисквалифицировало бразильца сроком на два года и отменило результат его боя против Трухильо.
Тибау — лидер лёгкого дивизиона UFC по общему количеству побед. Он становился победителем в 16 поединках, чего пока не удалось сделать ни одному другому легковесу организации.

## Статистика в профессиональном ММА
| Боёв 58          | Побед 39 | Поражений 19 |
| ---------------- | -------- | ------------ |
| Нокаутом         | 4        | 5            |
| Сдачей           | 15       | 2            |
| Решением         | 20       | 11           |
| Дисквалификацией | 0        | 1            |

| Результат | Рекорд | Соперник                 | Способ                       | Турнир                                                        | Дата             | Раунд | Время | Место                         | Примечание                                                                              |
| --------- | ------ | ------------------------ | ---------------------------- | ------------------------------------------------------------- | ---------------- | ----- | ----- | ----------------------------- | --------------------------------------------------------------------------------------- |
| Победа    | 39-19  | Жоэль Куаджа             | Единогласное решение         | Warriors Night MMA 1                                          | 14 сентября 2024 | 3     | 5:00  | Женева, Швейцария             | Дебют в среднем весе                                                                    |
| Победа    | 38-19  | Бурензориг Батмунх       | Раздельное решение           | TOP BRIGHTS 01                                                | 21 января 2024   | 3     | 5:00  | Ота, Япония                   |                                                                                         |
| Поражение | 37-19  | Борис Медведев           | TKO (удары)                  | RCC 16                                                        | 28 июля 2023     | 1     | 4:54  | Тюмень, Россия                |                                                                                         |
| Поражение | 37-18  | Алексей Кунченко         | Единогласное решение         | RCC 14                                                        | 11 февраля 2023  | 3     | 5:00  | Тюмень, Россия                |                                                                                         |
| Поражение | 37-17  | Магомед Магомедкеримов   | Единогласное решение         | PFL: финал 2022                                               | 25 ноября 2022   | 3     | 5:00  | Нью-Йорк, США                 |                                                                                         |
| Поражение | 37-16  | Ярра Хуссейн АльСилави   | Раздельное решение           | PFL 3: сезон 2022                                             | 6 мая 2022       | 3     | 5:00  | Арлингтон, Техас              |                                                                                         |
| Победа    | 37-15  | Мика Террилл             | Сдача (Ручной Треугольник)   | PFL 7: сезон 2021                                             | 13 августа 2021  | 1     | 2:17  | Голливуд, Флорида США         |                                                                                         |
| Победа    | 36-15  | Рори Макдональд          | Раздельное решение           | PFL 5: сезон 2021                                             | 18 июня 2021     | 3     | 5:00  | Нью-Джерси, Атлантик-Сити США |                                                                                         |
| Поражение | 35-15  | Жоао Зеферино            | Единогласное решение         | PFL 2: сезон 2021                                             | 29 апреля 2021   | 3     | 5:00  | Нью-Джерси, США               |                                                                                         |
| Победа    | 35-14  | Уилл Брукс               | Сабмишен (Гильотина)         | Battlefield Fighting Championship Battlefield FC 2            | 27 июля 2019     | 1     | 3:34  | Макао, Китай                  |                                                                                         |
| Победа    | 34-14  | Эфраин Эскудеро          | Единогласное решение         | Golden Boy MMA Liddell vs. Ortiz 3: War's End                 | 24 ноября 2018   | 3     | 5:00  | Калифорния, США               |                                                                                         |
| Поражение | 33-14  | Десмонд Грин             | Единогласное решение         | UFC Fight Night: Rivera vs. Moraes                            | 1 июня 2018      | 3     | 5:00  | Ютика, США                    |                                                                                         |
| Поражение | 33-13  | Ислам Махачев            | KO (удар рукой)              | UFC 220                                                       | 20 января 2018   | 1     | 0:57  | Бостон, США                   |                                                                                         |
| Поражение | 33-12  | Абель Трухильо           | DQ (результат изменён)       | UFC Fight Night: Belfort vs. Henderson 3                      | 7 ноября 2015    | 1     | 1:45  | Сан-Паулу, Бразилия           | Выиграл сдачей (удушение сзади), но результат отменили из-за проваленного допинг-теста. |
| Поражение | 33-11  | Тони Фергюсон            | Сдача (удушение сзади)       | UFC 184                                                       | 28 февраля 2015  | 1     | 2:37  | Лос-Анджелес, США             |                                                                                         |
| Победа    | 33-10  | Норман Парк              | Раздельное решение           | UFC Fight Night: McGregor vs. Siver                           | 18 января 2015   | 3     | 5:00  | Бостон, США                   |                                                                                         |
| Победа    | 32-10  | Пётр Халлман             | Раздельное решение           | UFC Fight Night: Bigfoot vs. Arlovski                         | 13 сентября 2014 | 3     | 5:00  | Бразилиа, Бразилия            | Лучший бой вечера.                                                                      |
| Победа    | 31-10  | Пэт Хили                 | Единогласное решение         | UFC Fight Night: Cerrone vs. Miller                           | 16 июля 2014     | 3     | 5:00  | Атлантик-Сити, США            |                                                                                         |
| Поражение | 30-10  | Майкл Джонсон            | KO (удары руками)            | UFC 168                                                       | 28 декабря 2013  | 2     | 1:32  | Лас-Вегас, США                |                                                                                         |
| Победа    | 30-9   | Джейми Варнер            | Раздельное решение           | UFC 164                                                       | 31 августа 2013  | 3     | 5:00  | Милуоки, США                  |                                                                                         |
| Победа    | 29-9   | Джон Чолиш               | Сдача (гильотина)            | UFC on FX: Belfort vs. Rockhold                               | 18 мая 2013      | 2     | 2:34  | Жарагуа-ду-Сул, Бразилия      |                                                                                         |
| Поражение | 28-9   | Эван Данэм               | Раздельное решение           | UFC 156                                                       | 2 февраля 2013   | 3     | 5:00  | Лас-Вегас, США                |                                                                                         |
| Победа    | 28-8   | Франсиску Триналду       | Единогласное решение         | UFC 153                                                       | 13 октября 2012  | 3     | 5:00  | Рио-де-Жанейро, Бразилия      |                                                                                         |
| Поражение | 27-8   | Хабиб Нурмагомедов       | Единогласное решение         | UFC 148                                                       | 7 июля 2012      | 3     | 5:00  | Лас-Вегас, США                |                                                                                         |
| Победа    | 27-7   | Рафаэл дус Анжус         | Раздельное решение           | UFC 139                                                       | 19 ноября 2011   | 3     | 5:00  | Сан-Хосе, США                 |                                                                                         |
| Победа    | 26-7   | Рафаэлу Оливейра         | Сдача (удушение сзади)       | UFC 130                                                       | 28 мая 2011      | 2     | 3:28  | Лас-Вегас, США                | Лучший приём вечера.                                                                    |
| Победа    | 25-7   | Курт Пеллегрино          | Раздельное решение           | UFC 128                                                       | 19 марта 2011    | 3     | 5:00  | Ньюарк, США                   |                                                                                         |
| Поражение | 24-7   | Джим Миллер              | Единогласное решение         | UFC Fight Night: Marquardt vs. Palhares                       | 15 сентября 2010 | 3     | 5:00  | Остин, США                    |                                                                                         |
| Победа    | 24-6   | Каол Уно                 | TKO (удары руками)           | UFC Fight Night: Florian vs. Gomi                             | 31 марта 2010    | 1     | 4:13  | Шарлотт, США                  |                                                                                         |
| Победа    | 23-6   | Джош Нир                 | Единогласное решение         | UFC 104                                                       | 24 октября 2009  | 3     | 5:00  | Лос-Анджелес, США             | Бой в промежуточном весе 157 lbs; Оба бойца не сделали вес.                             |
| Поражение | 22-6   | Мелвин Гиллард           | Раздельное решение           | The Ultimate Fighter: United States vs. United Kingdom Finale | 20 июня 2009     | 3     | 5:00  | Лас-Вегас, США                |                                                                                         |
| Победа    | 22-5   | Джереми Стивенс          | Единогласное решение         | UFC Fight Night: Condit vs. Kampmann                          | 1 апреля 2009    | 3     | 5:00  | Нашвилл, США                  | Бой в промежуточном весе 158 lbs; Оба бойца не сделали вес.                             |
| Победа    | 21-5   | Рич Клементи             | Сдача (гильотина)            | UFC Fight Night: Lauzon vs. Stephens                          | 7 февраля 2009   | 1     | 4:35  | Тампа, США                    |                                                                                         |
| Поражение | 20-5   | Джо Стивенсон            | Сдача (гильотина)            | UFC 86                                                        | 5 июля 2008      | 2     | 2:57  | Лас-Вегас, США                |                                                                                         |
| Поражение | 20-4   | Тайсон Гриффин           | Единогласное решение         | UFC 81                                                        | 2 февраля 2008   | 3     | 5:00  | Лас-Вегас, США                |                                                                                         |
| Победа    | 20-3   | Терри Этим               | Единогласное решение         | UFC 75                                                        | 8 сентября 2007  | 3     | 5:00  | Лондон, Англия                |                                                                                         |
| Победа    | 19-3   | Джефф Кокс               | Сдача (треугольник руками)   | UFC Fight Night: Stout vs. Fisher                             | 12 июня 2007     | 1     | 1:52  | Холливуд, США                 |                                                                                         |
| Победа    | 18-3   | Антониу Морену           | TKO (удары руками)           | Nordest Combat Championship                                   | 9 мая 2007       | 1     | 0:55  | Натал, Бразилия               |                                                                                         |
| Победа    | 17-3   | Джейсон Дент             | Единогласное решение         | UFC 68                                                        | 3 марта 2007     | 3     | 5:00  | Колумбус, США                 |                                                                                         |
| Поражение | 16-3   | Ник Диас                 | TKO (удары руками)           | UFC 65                                                        | 18 ноября 2006   | 2     | 2:27  | Сакраменто, США               | Бой в полусреднем весе.                                                                 |
| Победа    | 16-2   | Йерджей Кубский          | Сдача (удушение сзади)       | KO Arena 4                                                    | 11 марта 2006    | 1     | 1:03  | Малага, Испания               |                                                                                         |
| Победа    | 15-2   | Эдилсон Флоренсиу        | Сдача (треугольник)          | Mega Combate Mossoro                                          | 2 декабря 2005   | 1     | 3:26  | Мосоро, Бразилия              |                                                                                         |
| Победа    | 14-2   | Фабрисиу Камойнс         | Сдача (удушение сзади)       | Meca World Vale Tudo 12                                       | 9 июля 2005      | 1     | 2:15  | Рио-де-Жанейро, Бразилия      |                                                                                         |
| Поражение | 13-2   | Марселу Бриту            | Единогласное решение         | Storm Samurai 7                                               | 11 июня 2005     | 3     | 5:00  | Куритиба, Бразилия            |                                                                                         |
| Победа    | 13-1   | Жозенилду Родригес       | Единогласное решение         | Ceara Open 2                                                  | 10 марта 2005    | 3     | 5:00  | Форталеза, Бразилия           |                                                                                         |
| Победа    | 12-1   | Андерсон Крус            | KO (удары руками)            | Octagon Fight                                                 | 24 февраля 2005  | 1     | N/A   | Натал, Бразилия               |                                                                                         |
| Победа    | 11-1   | Жозенилду Рамалью        | Сдача (рычаг локтя)          | Brazilian Challenger 2                                        | 21 октября 2004  | 1     | N/A   | Натал, Бразилия               |                                                                                         |
| Победа    | 10-1   | Карлус Алешандри Перейра | Сдача (удушение сзади)       | Champions Night 11                                            | 7 октября 2004   | 1     | 1:16  | Сеара, Бразилия               |                                                                                         |
| Победа    | 9-1    | Адриану Мартинс          | Единогласное решение         | Amazon Fight                                                  | 20 июня 2004     | 3     | 5:00  | Манаус, Бразилия              |                                                                                         |
| Победа    | 8-1    | Даниэль Мурала           | Сдача (рычаг локтя)          | Champions Night 10                                            | 21 мая 2004      | 1     | N/A   | Сеара, Бразилия               |                                                                                         |
| Победа    | 7-1    | Ромариу да Силва         | Сдача (удушение сзади)       | Desafio: Natal vs Nordeste                                    | 9 марта 2004     | 1     | 2:30  | Натал, Бразилия               |                                                                                         |
| Поражение | 6-1    | Эйдзи Мицуока            | TKO (остановлен секундантом) | Deep: 11th Impact                                             | 13 июля 2003     | 2     | 3:41  | Осака, Япония                 |                                                                                         |
| Победа    | 6-0    | Фернанду Аугусту         | Раздельное решение           | Bitetti Combat Nordeste 2                                     | 20 марта 2003    | 3     | 5:00  | Натал, Бразилия               |                                                                                         |
| Победа    | 5-0    | Неизвестный боец         | Сдача (американа)            | Tibau Fight                                                   | 11 января 2003   | 1     | 0:00  | Натал, Бразилия               |                                                                                         |
| Победа    | 4-0    | Паулу Бойку              | Единогласное решение         | Bitetti Combat Nordeste 1                                     | 28 ноября 2002   | 3     | 5:00  | Натал, Бразилия               |                                                                                         |
| Победа    | 3-0    | Тиагу Алвис              | Сдача (рычаг локтя)          | Champions Night 2                                             | 30 июня 2001     | 2     | 3:31  | Натал, Бразилия               |                                                                                         |
| Победа    | 2-0    | Риваниу Регис            | Единогласное решение         | Currais Novos Vale Tudo Open                                  | 18 мая 2000      | 3     | 5:00  | Куррайс-Новус, Бразилия       |                                                                                         |
| Победа    | 1-0    | Рикарду Рикарду          | TKO (отказ)                  | Mossoro Open de Vale Tudo 3                                   | 24 декабря 1999  | 1     | 0:00  | Натал, Бразилия               |                                                                                         |